# Херальдін Айсенберг
Херальдін Айсенберг (ісп. Geraldine Aizenberg; нар. 31 січня 1978) — колишня аргентинська тенісистка.
Найвищу одиночну позицію світового рейтингу — 180 місце досягла 10 листопада 1997, парну — 172 місце — 8 липня 1996 року.
Здобула 5 парних титулів ITF.

## Фінали ITF
| турніри $75,000 |
| турніри $50,000 |
| турніри $25,000 |
| турніри $10,000 |

### Одиночний розряд: 2 (0–2)
| Результат | Дата           | Турнір                  | Покриття | Суперниця    | Рахунок  |
| --------- | -------------- | ----------------------- | -------- | ------------ | -------- |
| Поразка   | 10 серпня 1997 | ITF Джакарта, Індонезія | Ґрунт    | Ван Си-тін   | 1–6, 4–6 |
| Поразка   | 1 жовтня 2000  | ITF Монтефідео, Уругвай | Ґрунт    | Хісела Дулко | 1–6, 2–6 |

### Парний розряд: 10 (5–5)
| Результат | Дата            | Турнір                      | Покриття | Партнерка              | Суперниці                            | Рахунок          |
| --------- | --------------- | --------------------------- | -------- | ---------------------- | ------------------------------------ | ---------------- |
| Поразка   | 31 липня 1995   | ITF Бразиліа, Бразилія      | Ґрунт    | Джоелл Шад             | Ванесса Менга Андреа Віейра          | 4–6, 2–6         |
| Перемога  | 23 вересня 1995 | ITF Софія, Болгарія         | Ґрунт    | Лаура Монтальво        | Любомира Бачева Река Відатс          | 6–2, 6–2         |
| Перемога  | 2 червня 1996   | ITF Буенос-Айрес, Аргентина | Ґрунт    | Маріана Лопес-Паласіос | Сандра Де Амеліо Паула Раседо        | 4–6, 6–3, 6–2    |
| Поразка   | 21 липня 1996   | ITF Асунсьйон, Парагвай     | Ґрунт    | Маріана Фаустінеллі    | Селесте Контін Роміна Оттобоні       | 2–6, 6–4, 0–6    |
| Поразка   | 22 вересня 1996 | ITF Сан-Паулу, Бразилія     | Ґрунт    | Рената Діес            | Ніна Ніттінгер Флоренсія Сіанфагна   | 4–6, 6–4, 2–6    |
| Перемога  | 12 вересня 1999 | ITF Буенос-Айрес, Аргентина | Ґрунт    | Россана де лос Ріос    | Еухенія Чіальво Хорхеліна Краверо    | 7–5, 6–1         |
| Поразка   | 17 липня 2000   | ITF Брюссель, Бельгія       | Ґрунт    | Шеллі Стефенс          | Сілвія Урічкова Магдалена Зденовкова | 6–7(6), 6–3, 1–6 |
| Перемога  | 27 серпня 2000  | ITF Буенос-Айрес, Аргентина | Ґрунт    | Лусіана Масанте        | Меліса Аревало Паула Раседо          | 6–2, 6–2         |
| Перемога  | 11 вересня 2000 | ITF Буенос-Айрес, Аргентина | Ґрунт    | Паула Раседо           | Наталія Гуссоні Сабріна Валенті      | 6–2, 6–2         |
| Поразка   | 25 вересня 2000 | ITF Монтефідео, Уругвай     | Ґрунт    | Паула Раседо           | Хісела Дулко Хорхеліна Краверо       | 1–6, 4–6         |